# Панчевачка синагога
Синагога у Панчеву је била јеврејска синагога која се налазила у Панчеву у ул. др Светислава Касапиновића. Синагога у Панчеву представљала је најзначајнији објекат Јевреја у Јужном Банату. 

## Јевреји у Панчеву
Долазак Јевреја на подручје Панчева забележен је још у 15. веку, али њихово веће насељавање на простору где данас живимо почиње у 18. веку. Трговци и занатлије насељавали су се на подручју Земуна и Панчева, бежећи од непријатних закона аустријског царства, који их је сврставао у грађане другог реда, приморавао их да говоре немачки језик и уводио посебне порезе. 
Указом цара Франца Јозефа 1868. године, Јевреји су признати као равноправни грађани и престају да важе ограничења у погледу куповине некретнина, образовања и избора занимања. 
Пред сам почетак Другог светског рата у Панчеву је живело око 600 Јевреја, неколико њих је преживело рат. Ухапшени су затварани у бившу фабрику свиле или одвођени на принудни рад. Велико хапшење Јевреја у Банату догодило се у ноћи између 14. и 15. августа 1941. године. 
Жене и деца су пребачени у логор „Сајмиште“, други у логор „Топовске шупе“, док су остали угушени или убијени, а неки су стрељани поред пута за село Јабука. 

## Изградња и рушење
Пројектовао га је будимпештански архитекта Карл Фењвеш у неоготичком и мудејарском стилу, уз помоћ неимара Фернинда Шеца из Панчева.  Градња је трајала од 1907. до 1909. године, а синагога је званично отворена и освећена 16. маја 1910. године.
Током Другог светског рата Немци су панчевачку синагогу користили као магацин, а по завршетку рата враћена је на коришћење јеврејској заједници. Иако је у борби за ослобођење Панчева синагога претрпела мања оштећења, преживели малобројни Јевреји нису били у могућности да одржавају храм па су га 1955. године поклонили граду на бригу и чување.  Године 1955. власници синагоге и плаца постају панчевачки фризери Михајло Оравец и Борислав Стојков. Југословенске власти су 1955. године одузеле зграду Јеврејској општини. Године 1956. синагога је срушена и на њеном месту подигнуте су две једноспратне стамбене зграде. Једини материјални остаци су резбарене плоче са Десет заповести које се налазе у Јеврејском историјском музеју у Београду. Иако је постојала иницијатива за реконструкцију Панчевачке синагоге до њене реализације није дошло. На захтев Друштвено политичког већа скупштине општине Панчево, 1990. године, јединца за заштиту Народног музеја Панчева разматрало је питање могућности обнове синагоге, и изнела мишљење да је то могуће на основу очуваних планова и фотографија. До питања дошло је иницијативом друштва Шалом Тора, које је такође предложило да се остаци синагоге у улици др Касапиновића прогласе непокретннм културним добром и упишу у регистар културних добара. Друштво Шалом Тора је 1992. године од поменуте јединице за заштиту споменика културе добило сагласност да спроведе пројекат санације остатака порушене синагоге али је сав труд нестао у пожару који је захватио објекат током 2007. године, преостали делови Синагоге су захваћени пожаром и потпуно уништени. 
У јутарњим сатима 28. априла 2007. године избио је пожар унутар зграде. Плафон, висок неколико метара, потпуно је изгорео и потпуно се урушио. 
Остаци панчевачке синагоге налазе се у улици Др Светислава Касапиновића 30, некадашња Корвинова 16. Ови остаци се састоје од спаљене срушене куће, која је некада служила за окупљање јеврејске заједнице и која се издваја у овај иначе стамбени део Панчева због необичности облика. О некадашњој синагоги сведоче сачуване фотографије из различитих периода постојања, као и пројекти њене изградње. Синагога са двориштем заузимала је површину од 234м2. 